# 傅健颖
傅健颖（英語：Jyin Poh，1988年10月22日—），藝名Jyin，马来西亚女歌手及演員。2007年參加Astro新秀大赛並獲得前5名，並從此出道。截至2020年，傅健颖發行過专辑《你知道我在等你》、《雨天，后》以及《一半太阳一半月亮》。2020年開始前往台灣發展。